# Ernst Bethlenfalvy
Ernst Bethlenfalvy (auch: Ernest, Ernő) (* 21. Februar 1880 in Kežmarok; † 18. Juni 1955 in Hunfalva) war ein ungarischer Gutsbesitzer, Zoologe und Naturforscher.
Seine Beobachtungen und Forschung zu Wildtieren der Tatra veröffentlichte er in Deutsch, Ungarisch und Slowakisch in den Zeitschriften Vadászlap (1932–37), Karphaten-Post (1933/34), Die Karpathen (1934), Lovech (1936–37), News Szepesi (1936), Aquila (1950) und Sylvia (1953). 1937 erschien Die Tierwelt der Hohen Tatra. Tierbiologische Studien aus freier Wildbahn (Verlag: Spišske Podhradie; Kirchdrauf, Zips). 
Sein Sohn, Joseph Bethlenfalvy (* 1906), wurde Architekt, Bergsteiger und Fotograf der Hohen Tatra.